# Neil Scantlebury
Neil Sebastian Ricardo Scantlebury (ur. 1 października 1965 na Barbadosie) – barbadoski duchowny katolicki, biskup diecezjalny Bridgetown od 2021.

## Życiorys

### Prezbiterat
Święcenia kapłańskie otrzymał 25 kwietnia 1997 i został inkardynowany do diecezji Saint Thomas. Pracował głównie jako duszpasterz parafialny. W latach 2000–2003 oraz 2009–2020 był też kanclerzem kurii.

### Episkopat
28 grudnia 2020 papież Franciszek mianował go biskupem diecezjalnym Bridgetown. Sakry udzielił mu 11 czerwca 2021 nuncjusz apostolski w Barbadosie – arcybiskup Fortunatus Nwachukwu.